# Hey There Delilah
Singles de Plain White T's
Take Me Away
(2005) Hate (I Really Don't Like You)
(2006)
Hey there Delilah est une chanson écrite par Plain White T's, un groupe de pop rock originaire de Chicago. Elle est nommée au Grammy Award de la chanson de l'année. Elle a acquis une certaine notoriété à la suite de la diffusion sur petit écran de la pub Citroën sur le C4 Picasso, dont elle était la musique. Cette chanson est la treizième de leur album All That We Needed et la première de la version deluxe d'Every Second Counts.

## Histoire
Le chanteur du groupe, Tom Higgenson, a écrit cette chanson pour l'athlète américaine Delilah DiCrescenzo (en). Higgenson écrivit Hey There Delilah après l'avoir rencontrée, bien qu'il n'y ait jamais rien eu entre eux.

## Tonalité
La chanson a été composée en ré majeur.

## Reprises
Hey There Delilah a été reprise en 2009 par le groupe The Baseballs en version Rockabilly (style années 1950). Hey There Delilah a été reprise par Louis Tomlinson des One Direction pour son audition dans The X Factor en 2010. Le chanteur Eben Brooks l'a parodiée (sous le titre Hey there Cthulhu) en 2008.

## Cinéma
La chanson est présente dans le film français Play (2019).